# Porta Salutaris
La porta Salutaris era una porta cittadina della Roma antica; si hanno poche notizie della porta non essendo stato trovato alcun resto ed è dubbia anche l'esatta dislocazione. Prendeva il nome dal vicino Tempio della Salus.

## Storia
Di certo si trattava di una delle tre porte che, insieme alla Quirinalis verso nord e alla Sanqualis verso sud, si aprivano sul lato occidentale del colle Quirinale; si trovava quindi in una posizione mediana tra le altre due. La mancanza quasi assoluta di fonti storiche e archeologiche sulla Salutaris comporta che le poche notizie che si possono ricostruire siano dedotte da indizi e analogie basate sulle conoscenze fornite dalle altre due porte:
1. il tratto di mura serviane dopo la porta Sanqualis proseguiva tra le attuali via XXIV Maggio e via delle Tre Cannelle per giungere fino al margine del colle che, verso nord, diveniva talmente ripido da non necessitare più di una protezione muraria;
2. in considerazione di una tale conformazione orografica le tre porte non potevano che aprirsi sugli unici tre avvallamenti che il colle presentava su quel lato;
3. il nome della porta è dovuto alla vicinanza, nei pressi della stessa, del tempio dedicato alla dea Salute (unica notizia abbastanza certa), la cui posizione è nota con buona approssimazione;
4. la porta costituiva uno degli accessi alla città dalla parte della zona del Campo Marzio, la cui importanza e il cui sviluppo urbanistico già all'epoca della costruzione delle mura serviane, rendeva necessaria e opportuna l'aperture di varchi ove fosse possibile.

Sulla base delle precedenti considerazioni si può quindi ipotizzare che la porta Salutaris doveva trovarsi, verosimilmente, nei pressi dell'attuale via della Dataria, probabilmente vicino alla base della scalinata che porta fino alla piazza del Quirinale. Tale posizionamento sembrerebbe infatti poter confermare tutte le precedenti ipotesi e considerazioni.